# Harald Bianco
Harald Bianco (* 20. Oktober 1954 in Ikkatteq) ist ein grönländischer Politiker (Inuit Ataqatigiit).

## Leben
Harald Bianco wurde in Ikkatteq geboren und verließ das heute verlassene Dorf 1968 im Alter von 14 Jahren. Er ist der Vater der Politikerin Iddimanngiiu Bianco (* 1987).
Harald Bianco wurde 2008 in den Rat der neuen Kommuneqarfik Sermersooq gewählt. Im nächsten Jahr trat er bei der Parlamentswahl an und wurde ins Inatsisartut gewählt. 2010 trat er aus dem Kommunalrat zurück, um sich ganz der Landespolitik widmen zu können. Bei der Parlamentswahl im März 2013 erreichte er den ersten Nachrückerplatz der Inuit Ataqatigiit. Im Juni rückte er für die beurlaubte Maliina Abelsen nach. Bei der Wahl im nächsten Jahr trat er nicht mehr an. Stattdessen wurde er bei der Kommunalwahl 2017 wieder in den Kommunalrat gewählt. Bei der Parlamentswahl 2018 trat er wieder an, verpasste aber einen Parlamentssitz. 2019 wurde er zweiter Vizebürgermeister der Kommuneqarfik Sermersooq. Bei der Kommunalwahl 2021 wurde er erneut in den Rat der Kommuneqarfik Sermersooq gewählt. Bei der am selben Tag durchgeführten Parlamentswahl erreichte er den sechsten Nachrückerplatz der Inuit Ataqatigiit und konnte von dort aus für die beurlaubten Minister ins Parlament einziehen. Im September 2024 trat er freiwillig aus dem Inatsisartut aus. 2025 trat er folglich nicht mehr zu den Wahlen an.